# 小野寺舞
小野寺 舞（おのでら まい、2002年3月1日 - ）は、日本のAV女優。クローネ所属。

## 略歴
2023年にSOD女子社員としてAVデビュー。当時は「入社1年目、宣伝部に配属されたが、Pa小町監督にオファーされAV出演」という触れ込みであった。デビュー作はFANZA配信デイリーランキング1位。
2024年には日本初となるセクシー女優のみで行う史上最大級のプール撮影会『TREND GIRLS 撮影会2024』に参加した。

## 人物
- 胸のサイズはFカップ[1]。埼玉西武ライオンズファンとしても知られ[5]、これにちなんだ作品も制作された（当該作品は2025年時点で廃盤）[5]。

## 作品

### アダルトビデオ
- SOD女子社員 (専属) 
  - 新卒で一番の努力家 みんなの妹的存在！ 宣伝部入社1年目小野寺舞 （21）AV出演！（3月9日、SODクリエイト）
  - ぜ～んぶ未体験！素人男性に突撃交渉！お店でフェラ・初風俗プレイ・初おもちゃ・初3P 「私に初体験させてください…っ！」 AV修行の業務命令！？皆様によりよいAVをお届けするために大奮闘！SOD女子社員 宣伝部入社2年目 小野寺舞（5月11日、SODクリエイト）
  - 宣伝部 入社2年目小野寺舞 SOD女子社員・お悩み相談室！小野寺ちゃんが全力解決！早漏にお悩みのユーザー様の暴発改善のお手伝いをしちゃいます！（6月8日、SODクリエイト）
  - 宣伝部入社2年目小野寺舞 イキまくる小野寺ちゃんが見たいというユーザー様の期待にお応えして… 1泊2日徹底イカセ性感開発研修！ オイルで性感開発・目隠し拘束・デカチン激ピス3P・大量潮吹き（7月6日、SODクリエイト）
  - 初中出し 会社終わりにホテルで朝までずっとマ●コに精子入れっぱなし… SOD女子社員入社2年目宣伝部 小野寺舞（8月10日、SODクリエイト）

- 企画単体
  - 『予約半年待ちリピ率100％ 某メンズエステ店 密室×密着 イキ過ぎた禁断サービス 16 』（10月6日、DOC）
  - 部屋連れ込み隠し撮りSEX そのまま勝手にAV発売22（11月17日、DOC）
  - 「こんな朝を迎えたい！」朝フェラから始まる最高の1日 理想のMorning Routine！！ 2（11月27日、DOC）
  - SOD女子社員 グレイトフル忘年会2023 15名によるハーレム！時間停止！菊門舐め！唾たらし！等々10種のおもてなしと世界の中心超乱交！でザ～汁全発射の玉袋キュッと金玉スッカラピン！今年の嫌な事とスペルマは来年に持ち越させませんぞ！スッペシャァル♪ それでは皆様…（12月21日、SODクリエイト）

- ウザくて可愛い配信カップルの宇宙を救うアルティメットラブラブエッチ（1月11日、SODクリエイト）
- 美人姉と絶倫弟・絶倫兄と美人妹インフルエンサーが視聴回数を稼ぐためエロゲームに挑戦したらガチ発情！近親連続中出しLIVE配信！ 王様ゲーム・椅子取りゲーム・ 野球拳（1月15日、ピーターズ）
- 訳アリZ世代 vol.05（1月26日、DOC）
- デリヘル呼んだら社内で一番地味な同僚だった！「会社には秘密にしてください」なら生ハメOK？その日から毎日ヌキまくり！中出し3P！ハメまくり！ 小野寺舞（1月30日、ABC/妄想族）
- 淫乱の刻印 絶望実況配信 小野寺舞（1月30日、オーロラプロジェクト・アネックス）
- 【スレンダー巨乳Z世代のウマ娘】自分のマ●コと競馬で稼いで借金返済ww生粋の女子大生ギャンブラー登場！！賭けトランプで見事惨敗ww→ペナルティは生ハメ中出し？！【訳アリZ世代 まい】 小野寺舞（2月12日、DOC）
- スゴ～く！制服の似合う素敵な娘 小野寺舞（2月27日、オーロラプロジェクト・アネックス）
- 暇すぎるド田舎の清純美少女が溜まりまくった絶倫性欲を爆発させて没頭する汗だくレズ性交 乃々瀬あい 小野寺舞（3月12日、ビビアン）
- 神イレヴン後夜祭SEX11 羞恥無礼講モードだ！SOD女子社員 恥じらいを超えて最ッ高の「どぴゅっ」をユーザー様へ 恋模様！夜●い！ハーレム逆3P！NTR＆上書きファック！汗かき！口説いて！黒パンスト堪能！ワギナ接写！菊質問！and more！ グレイトフル忘年会2023延長戦線…（3月20日、SODクリエイト）
- 【4K】最高にそそられる制服中出しOKビッチ まい 小野寺舞（3月23日、クリスタル映像）
- 淫乱絶頂指導 肉欲の休日出勤！ オフィスで騎乗！潮噴き！絶頂！中出し！ マジメOLの淫乱不倫！ 若手女子事務員 小野寺舞（21）（3月26日、オーロラプロジェクト・アネックス）
- 【4K】過剰性欲中出しOK SNSでみつけたP活制服女子 まい＆そら（4月9日、クリスタル映像）
- 【4K】ハメ撮りサセコちゃん。 まい 小野寺舞（4月13日、クリスタル映像）
- たちんぼ 夜の街に佇む美女に本気で交渉 Vol.1（4月19日、DOC）
- 天然Gカップのピンク乳輪美巨乳J系娘 まい（18） 小野寺舞（5月27日、First Star）
- MOON FORCE 2nd ぱこぱこしろうとコレクション。 vol.08（7月5日、DOC）
- AV界で最も制服が似合うオールスター10人大乱交！チ●ポ抜きまくって青春ポイントを稼ぎまくれ！3チーム対抗チキチキ修学旅行！チームイケイケGOGO！ カワイイと大人の色気が融合！業界歴合計11年の凄いテクが光る！（8月6日、kawaii）
- AV界で最も制服が似合うオールスター10人大乱交！チ●ポ抜きまくって青春ポイントを稼ぎまくれ！3チーム対抗チキチキ修学旅行！チーム癒しの女神！ SEXになると性獣に豹変！脱いだら激シコ色白美巨乳少女が集う！（8月6日、kawaii）
- AV界で最も制服が似合うオールスター10人大乱交！チ●ポ抜きまくって青春ポイントを稼ぎまくれ！3チーム対抗チキチキ修学旅行！チーム天才！ 観光もSEXもいっちばん堪能！全員が自由人！オール顔射！阿吽のハーレム感！エロの化学反応！（8月6日、kawaii）
- 本当にいた透明人間の話 白昼の学校で女子〇生たちのカラダをやりたい放題（8月8日、SODクリエイト）
- 雨と汗でびっしょり濡れた身体で誘惑する彼女 小野寺舞（9月24日、バミューダ/妄想族）
- 「ヒマしてるなら、一緒に遊びませんか？」こんな可愛い子が俺を逆ナン！？あざと可愛い痴女J系が発情しながら迫ってきてイチャラブ中出しSEX（メスガキ17） 小野寺舞（9月27日、First Star）
- 彼女たちは私の専属レズメイド 好みの娘を顔採用して好き勝手交わるコンカフェ3Pレズビアン（11月12日、ビビアン）
- 素人ガチレズビアンあものAV女優狩り（12月12日、ROCKET）

- 青く染まるスタンド狙え 決めろまいちゃん（1月11日、白昼夢）
- 学生時代に好きが溢れ過ぎた一方通行なレズで離れた2人の気持ちは大人になって再会しあの頃の想いをもう一度伝えキスをして好きを感じ合った Nia 小野寺舞（3月6日、凸凹はぁと）
- 1日中履き込んだムレムレの黒パンストで女上司たちに痴女られる美脚パラダイス（4月1日、OFFICE K’S）
- ドーピング検査で尿道を視姦されてオシッコ採取 逃れられない猥褻検査で心が折れた女子アスリートをハイエナレ●プ（4月1日、OFFICE K’S）
- やみつきハーレム顔面騎乗（4月15日、犬/妄想族）
- デカチンさん！いらっしゃ～い！ SEX偏差値激高の女子大ヤリサー合宿は混浴温泉でハーレム逆ナン！金玉からっぽになるまでヤリまくり中出しさせまくり！！（4月24日、オフサイド）
- 誘惑変態生中 アイドル級美少女まい 小野寺舞（4月27日、First Star）
- いつでもチ○ポをノーハンドフェラ抜きで精飲する世界（5月20日、ディープス）
- 小野寺舞 ひょっとこアへ顔でフェラする女（5月30日、ひょっとこアへ顔でフェラする女）
- 下品だとか上品だとか関係なく、エグイくらい小野寺さんを弄びたい 小野寺舞（6月6日、光夜蝶）
- やべーほどカワイイ妹を貪りたい 小野寺舞（6月6日、NON）
- パパ活！ツンデレ地雷系女子グループをデカチンおじが理解らせセックス！沼らせ中出し指導！！（6月26日、FALENO TUBE）
- 出張家政婦がパンティ丸わかりの透けピタパンでお掃除してる！それって無言でボクを誘惑してるってコト！？フル勃起してしまった股間に気づき、近づいてきた彼女たちが次々と僕のチ●ポを弄ぶ！！（7月1日、OFFICE K’S）
- レイヤーをやり始めた妹を無言で貪った 小野寺舞（7月5日、	光夜蝶）
- 誰にでも定額かけ放題！OL編 仕事中、昼休み、いつでもどこでも社内の女性社員に…ぶっかけまくり！（7月8日、Hsoda）

### アダルトVR
- 【VR】子守メイドの柔乳をおっぱいチューチュー授乳して10年、 乳離れできない僕はHcupと母性で包み込まれて絶倫オス化！励まし甘やかしパフパフ筆おろし体験 小野寺舞（10月2日、kawaii）

- 【VR】【8K】柔らか美巨乳の小悪魔泡姫が凄テク焦らし責めで連続射精＆怒涛の追撃で男潮噴射！中出しOK無限発射M男専用ソープランド 小野寺舞（7月22日、こあらVR）
- 【VR】【8K】VR世界初！ヌーディストビーチ体験。全裸で解放された気分でビッチ達に抜かれる。（10月21日、SODクリエイト）

- 【VR】【8K】校則改革VR 第15条3項スカートは常に下着が見える丈の物を着用すること 天月あず

宮城りえ 胡桃さくら 小野寺舞 有栖舞衣 四乃宮もも 足立める（3月17日、SODクリエイト・SODVR)
- 【VR】【8K】ぷるるん巨乳シコシコ代行VIPコース 小野寺舞（5月13日、こあらVR）

- 【VR】犬系彼女と同棲性活 引っ越しの翌朝、寝汗ダラダラのスポブラ姿に興奮して何度も中出し 小野寺舞（6月20日、こあらVR）

## 出演

### 舞台
- GIGAスーパーヒロインライブVol.25（2025年2月1日、東京・from scratch）- ミスティックブルー変身前/ミスティックブルー変身後 役[6]